# Port d'Aegna
Le port d'Aegna (estonien : Aegna sadam, code EE AEN) est un port de l'île d’Aegna en Estonie.

## Présentation
En saison estivale, il existe une liaison régulière par bateau entre Aegna et le continent, qui peut accueillir jusqu'à 100 passagers et 30 vélos. 
L'île est également accessible en taxi maritime et en bateau.

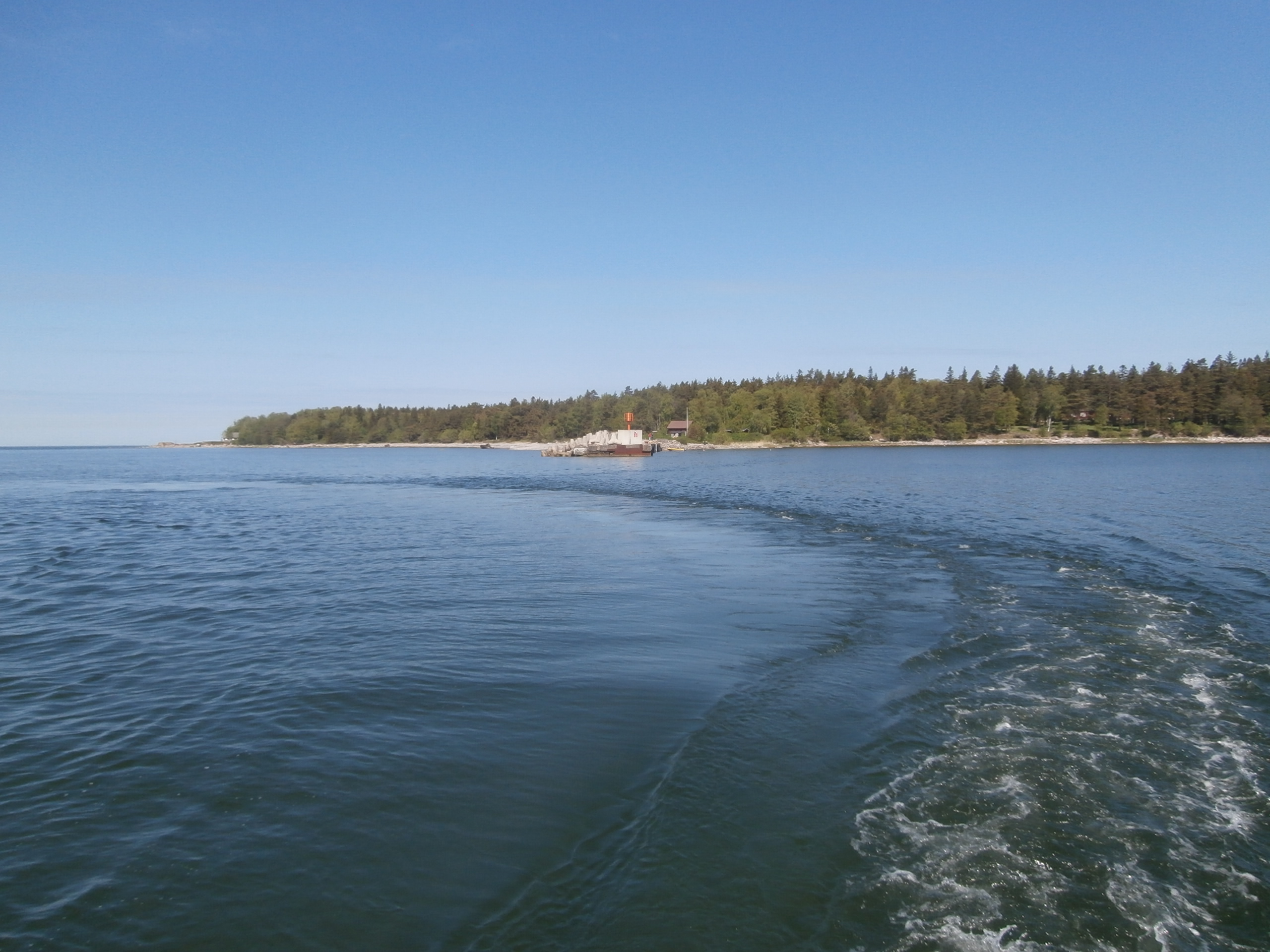